# Натурализъм (литература)
Вижте пояснителната страница за други значения на Натурализъм.
Виж натурализъм за натурализма във философията, театъра и др.
Натурализмът (на латински: naturalis – по природа, natura – природа) е литературно течение в европейската литература за периода 1880 – 1940, което използва детайлен реализъм, за да зададе идеята, че социалните условия, наследствеността и средата са сили, от които не може да се избяга при формирането на човешкия характер.
Възниква като литературно направление във Франция през 1860-те години. Обикновено се описва като литературно течение, което търси да преповтори, репликира ежедневната реалност, която е лесно верифицируема, за разлика от романтизма или сюрреализма, при които обектите на описание могат да получат символна, идеалистична или свръхестествена трактовка. Натурализмът произтича от литературния реализъм. Характеризира се със стремеж към фотографическо възпроизвеждане на действителността. Неговите философски основания се състоят в обясняването на обществените явления като „пряка последица от природните и биологичните фактори“. Както при повечето нови (за тогавашната епоха) течения, водеща мисъл у писателите натуралисти е, че творческите методи на предишните литературни течения се смятат за остарели; те търсят близост с науката, научност в изображението; приемат, че физиологическите явления определят живота и развитието на човека. Най-употребяваната форма е романът.

## В литературата
Тук огромно влияние оказва появилата се тогава и широко разпространена теория за наследствеността. Посредством това в произведенията на писателите-натуралисти човекът е представен и в крайни окраски – като биологичен вид, роб на зверските си инстинкти, жертва на болезнена наследственост. Може да бъде описан накратко като изследване на природата, хората и средата.
Представители са Емил Зола, Ги дьо Мопасан, Алфонс Доде, Хенрик Ибсен, Герхарт Хауптман, Арно Холц, Аугуст Стриндберг, Лудвиг Анценгрубер, Томас Харди.